# 三遊亭遊雀
三遊亭 遊雀（さんゆうてい ゆうじゃく）は、落語家の名跡。過去に6人ほど確認されている。
- 三遊亭遊雀 - 後∶二代目三遊亭圓遊
- 三遊亭遊雀 - 初代三遊亭圓遊門下。品川出身。遊太郎から、遊八を経て遊雀を名乗る。その他詳細は不明。
- 三遊亭遊雀 - 初代三遊亭圓遊門下。上州で亡くなった。詳細不明。
- 三遊亭遊雀 - 二代目三遊亭圓遊門下。柳亭左龍門人で左美龍から柳家小かね、圓遊門人となって遊雀となる。本名は川上 兼二郎。
- 三遊亭遊雀 - （？ - 1930年10月24日）：通称「道灌遊雀」。本名、鈴木 八三郎。初代三遊亭圓遊の弟子。出来る噺が『道灌』『天災』『元犬』の3つしかないが、その代わり『道灌』などを演じさせればどんな客でも飽きさせなかったという。遊雀が楽屋入りをすると、真っ先にネタ帳（楽屋に備え付けられている帳面で、同じ噺が2度出ないようにするために、演者とその日に演じたネタを書き記す）に目を通し、これら3つの噺を誰かがやっていることが分かると、高座には上がらずに割（給金）だけを貰って帰ってしまっていた。道灌遊雀のこの行為は寄席では半ば公認になっていた。1917年の連名には「余興紹介圓遊社主任」の肩書きで出ている。晩年は貸金業を営んでいたという。
- 三遊亭遊雀 - 本項にて詳述。

三遊亭 遊雀（1965年1月28日 - ）は、千葉県船橋市出身の落語家。本名∶畠山 太郎。落語芸術協会所属。出囃子は『粟餅』。

## 経歴
私立市川高等学校卒業。高校時代は陸上競技部に所属し、中長距離走をメインに競技する。その後、日本福祉大学に進学して中退。大学時代には落語研究会に所属し、地元の老人ホームなどで落語を披露していた。
1988年2月、落語協会の三代目柳家権太楼の下に入門。前座名は「さん太」。
1991年10月、二ツ目に昇進。「柳家三太楼」に改名。1995年に第5回「北とぴあ若手落語家競演会」北とぴあ大賞を受賞（演目：『反対俥』）、 平成7年「NHK新人演芸大賞」落語部門大賞を受賞（演目：『反対俥』）。
2001年9月に柳家禽太夫、三遊亭白鳥、林家きく姫、入船亭扇治、柳家一琴、橘家文左衛門、三遊亭萬窓、古今亭駿菊、金原亭馬遊と共に真打昇進。
2006年、平成17年度彩の国落語大賞を受賞（演目：『初天神』）。
同年10月、落語芸術協会の三遊亭小遊三門下に移籍。「遊雀」と改名。移籍後の初高座は2006年10月24日、本多劇場「昇太ムードデラックス」、演目は「熊の皮」。
2007年、平成18年度国立演芸場主催「花形演芸大賞」金賞を受賞。
2008年、平成19年度国立演芸場主催「花形演芸大賞」大賞を受賞。

## 芸歴
- 1988年2月 - 三代目柳家権太楼に入門、前座名「さん太」。
- 1991年10月 - 二ツ目昇進、「三太楼」に改名。
- 2001年9月 - 真打昇進。
- 2006年10月 - 三遊亭小遊三門下に移籍、「遊雀」と改名。

## 人物
- 愛称は『キュレル師匠』[4]。
- 義妹は料理研究家の稲葉ゆきえ。
- 落語芸術協会主催の「芸協らくごまつり」では、毎年実行委員として清掃班に所属、場内のゴミはすばやく拾う[5]。

## 著書
- オールフライトニッポン（柳家三太楼名義、柳家三之助共著、風濤社、2006年1月、ISBN 978-4892192746）
- ANAの女性たち オールフライトニッポン 〈2〉（柳家三之助共著、風濤社、2008年10月、ISBN 978-4892193101）

## 出演

### TV
- 歌セラ 第7回「説得」（2010年、TUY・TBC・HBCほか）
- 超入門!落語 THE MOVIE「熊の皮」（2017年11月16日、NHK総合）
- 新 鉄道・絶景の旅「桜＆新緑＆紅葉＆雪景色 四季を駆けめぐる 高山本線」（2022年2月3日、BS朝日）- ナレーション[6]

### ラジオ
- 小痴楽の楽屋ぞめき（NHK第一、2023年6月18日） - 大御所ゲスト
- 春風亭昇太のラジオビバリー昼ズ（2024年6月19日、ニッポン放送）- ゲスト

### CD
- 笑う全日空寄席 1（2010年、日本コロムビア） ※『堪忍袋』を収録。
- ペタタン・タタン（2017年、SPICYHEAD RECORDS）※「お噺」を担当。[7]

### DVD
- 落語大全 from 笑王.Net Vol.2（2007年、ビデオメーカー） ※『強情灸』『熊の皮』を収録。
- 落語家Xの快楽 三遊亭遊雀x長友光弘（響）（2010年、日本コロムビア） ※響・長友光弘による『初天神』と遊雀による『粗忽長屋』を収録。
- 歌セラ 〜説得〜（2011年、ポニーキャニオン） ※#7『説得』に出演。

### CM
- 日本マクドナルド - チキンタツタ「ふたつのタツタ」「ひとくちタツタ」（2020年5月）- ナレーション
- イオンショップ「2023おせち」（2022年11月） - ナレーション
- 三菱重工「カーボンニュートラルの旅人」編（2022年11月）- サステナブルくん（フレンチブルドッグ）の声
- 映画「春画先生」（2023年10月、塩田明彦監督）- 予告編ナレーション

## 一門弟子
- 三遊亭遊かり[8]